# 東京地下鉄道1000形電車
東京地下鉄道1000形電車（とうきょうちかてつどう1000がたでんしゃ）は、現在の東京地下鉄（旧・帝都高速度交通営団）銀座線の前身である東京地下鉄道が、1927年（昭和2年）の上野 - 浅草間開業に合わせて製造した通勤型電車。地下鉄＝地下軌道用として日本で初めて設計された車両である。
路線開業に備えて1927年11月に1001 - 1010の10両が日本車輌製造で製造され、1929年に翌年の万世橋（仮駅）延伸に備えて1011 - 1021の11両が汽車製造東京支店において製造され、計21両が出揃った。
地下鉄博物館所蔵の1001号車が、2017年3月10日付けで文化審議会から文部科学大臣に答申されたことを受け、鉄道用電気車両としては初めて国の重要文化財に指定された（後述）。
本項では、ほぼ同一構造の増備車である東京地下鉄道1100形電車についても記述する。

## 車体構造・内装

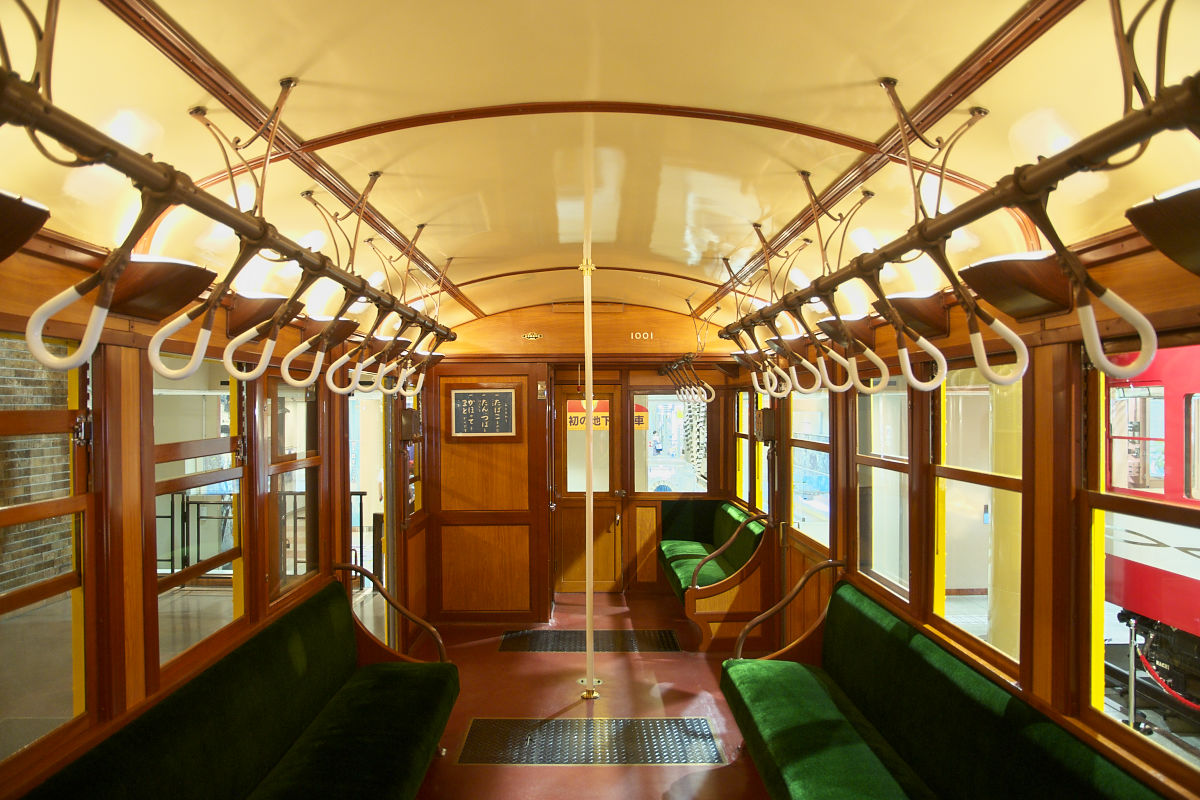
1000形車内
（地下鉄博物館復元保存車）

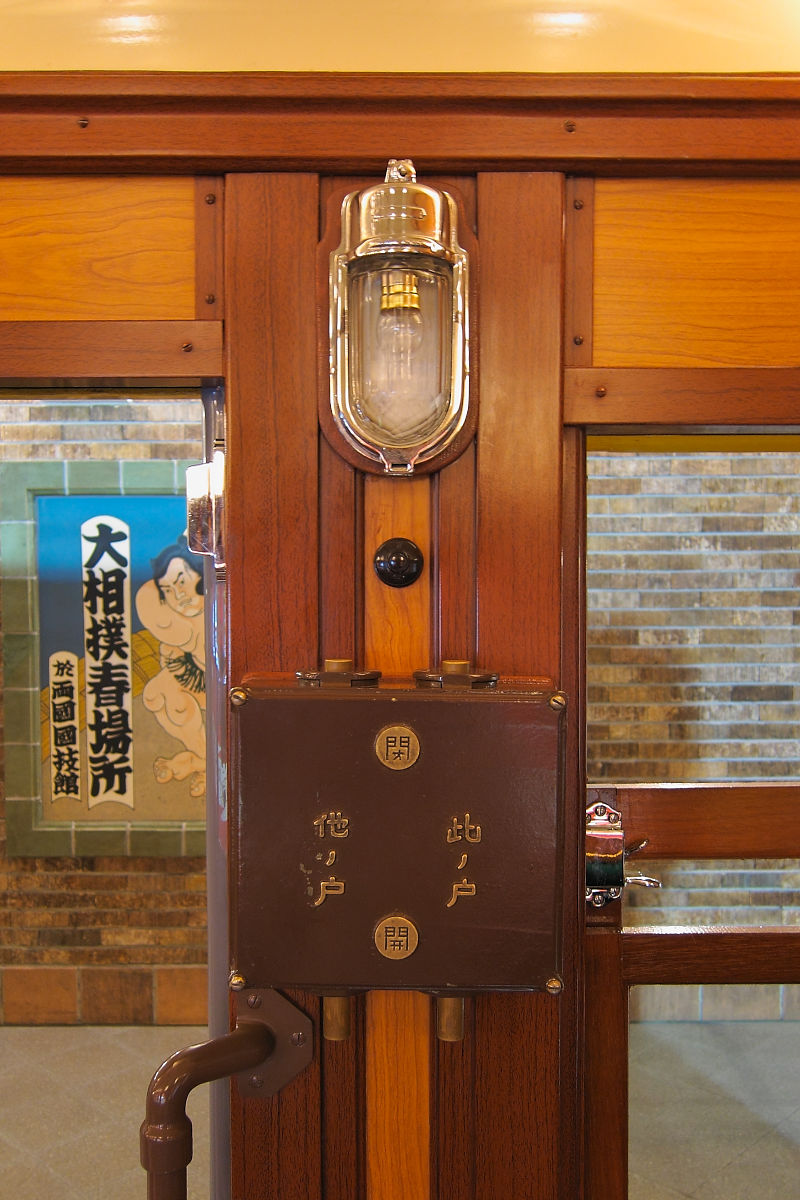
非常灯と車掌スイッチ（同上）

現在では、地下鉄に限らず鉄道において重大な危険となる火災事故対策として厳しい難燃基準が制定されているが、1000形はそれ以前に日本国内での実例がなかった地下鉄車両だけに、特にこの部分に留意して当時としては最も進んだ不燃対策が施されている。この当時の鉄道車両はまだ台枠のみ鋼鉄製で他はすべて木造とした木造車体が一般的であり、外板と骨組みを鋼鉄製とした半鋼製車体に移行しつつある時期であった。しかし本形式は半鋼製をも通り越し、屋根板や内張りまで鋼鉄製とした全鋼製車体が採用された。リベットを縦横に打ち込んだ物々しい外観が目を引くが、これは溶接技術が未発達だった時代ゆえのことである。
もっとも、その代償として自重は大きく増大しており、車体長15,500mm、車体幅2,558mmの比較的小柄な車体で、しかも主電動機が2基搭載であったにもかかわらず、34.8tと主電動機を4基搭載する17m級半鋼製電動車並みの自重となっていた。
車体外部塗装は黄色基調に屋根周りえんじ色のツートンであり、特に開業当時の色は後の銀座線車両のオレンジ色とは異なる、明るい黄色であった。この塗装は当時のベルリンのUバーンのそれに範をとったと伝えられており、暗い地下線内で明るく感じさせるために採用されたものであった。
内装は鋼板に木目焼き付け印刷を施し、木造車に慣れた当時の乗客に違和感を覚えさせない配慮がなされている。全鋼製車体・内装木目印刷の先例としては、1926年に登場した阪神急行電鉄（現: 阪急電鉄）の600形があるが、東京地区では最初の試みであった。また、床材に不燃材料としてリノリウムを採用したのも画期的であった。
常に闇にある地下においては照明も重要である。1000形では日本の鉄道車両としてほとんど最初の間接照明を採用し、車内灯の光が直接乗客の目に当たらないようにする配慮がなされていた。
客用扉には当時では珍しかった自動扉が採用された。乗務員扉が半室運転台側にしか無く、反対側は座席となっていたことからスイッチは客室内にあり、車掌が「此の戸」（スイッチ直近の位置にある扉）を開いて安全確認後、「他の戸」（それ以外のすべての扉）と表記されたスイッチを操作して扉を開閉していた。
妻面には安全畳垣と呼ばれる連結運転時の車両間転落を防ぐための折り畳み構造を備えた伸縮自在の柵を備え付けていた。
つり革には「リコ式」と呼ばれる方式のものが用いられた。これは通常はバネの力で外側に跳ね上がって固定され、乗客がつかまる際に手前（自分）の方へ引っ張る構造で、重い鋳造部品を組み立てたものであった（持ち手部分はホーロー加工）。その後も樹脂製の軽量化されたものが長らく営団地下鉄電車の特徴として東西線の5000系登場時まで採用され続けたが、手を放すとバネの力で戻る際に他の乗客の頭に当たり負傷・眼鏡破損等のトラブルになることがあったため、同系の1967年製以降からは通常タイプに変更された。

## 保安機能

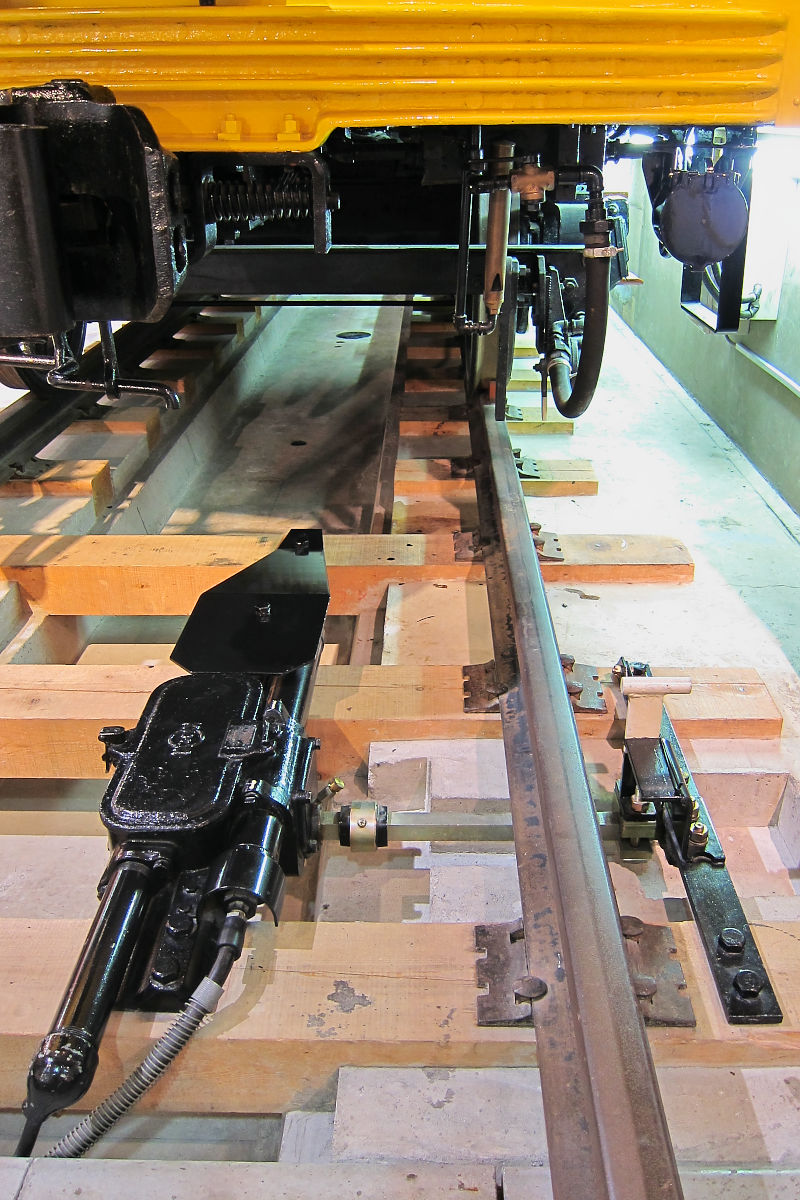
地下鉄博物館に保存されている打子式ATS

東京地下鉄道は開業時より最先端の信号保安技術を採り入れた。打子式ATSと称される自動列車停止装置である。
停止信号が現示の際、進行方向左側の線路脇にトレインストッパー（打子）が立ち上がり、万一列車が停止信号を冒進した場合、列車の車上にあるトリップコックが地上側のトレインストッパーに当たり、制動管圧力を開放して非常ブレーキを掛けるという仕組みである。原理は至って原始的だが作動は確実であった。
このATSと連動するブレーキシステムは、アメリカのウェスティングハウス・エアブレーキ社 (WABCO) 製M-2-A三動弁を使用するAMM自動空気ブレーキが採用されていた。これは同時期に新京阪鉄道（現・阪急電鉄京都線）が新製投入したP-6形や、その後大阪市電気局（後の大阪市交通局、現・大阪市高速電気軌道）が高速電気軌道1号線用として製造した100形などに採用した、同じWABCO製のU-5自在弁を使用するAMUブレーキと比較すれば見劣りしたが、比較的短編成、かつ低い表定速度で運行される地下鉄電車用としては適切な選択であり、建設費の乏しい民営地下鉄ゆえに、最新かつ最適な機器を選択するが無駄に贅沢な機器は採用しない、とする基本設計方針が徹底していたことを伺わせている。増備車の汽車製造製では国産の日本エヤーブレーキ製に変更された。
もっとも、言い換えればこの時点では5両編成以上の長大編成は前提外であったということであり、駅施設などを含めこれが前提となっていたことは後年の乗客数激増への対応を困難とし、将来に禍根を残す結果となった。

## 機器・性能
主電動機は吊り掛け駆動式のアメリカ・ゼネラル・エレクトリック (GE) 社製GE-259-C形を2基搭載する（1100形まで同様）。
台車は日本車輌製造製がNSK-D18形、増備車の汽車製造製がKSK-3H形で、いずれもアメリカ・ボールドウィン社製Baldwin-A形台車に範をとった形鋼組み立てによる釣り合い梁式台車である。基礎ブレーキ装置は当初のNSK-D18形では片押し式踏面ブレーキであったが、ブレーキ頻度の高い地下鉄では制輪子の摩耗が激しく、ブレーキ力も不足した。このため、増備車のKSK-3H形では両抱き式踏面ブレーキに変更した。1935年（昭和10年）、NSK-D18形も両抱き式踏面ブレーキへの改造と制動筒（ブレーキシリンダー）を14インチから16インチの大きなものへ交換した。
制御器はGE社製PC-12-E形電空カム軸式主制御器（直列5段・並列4段・弱め界磁1段）であり、ブレーキは上述の通りM自動空気ブレーキである。この主制御器は1100形まで使用されている。1932年（昭和7年）、1002号車において国産の芝浦製作所（現・東芝）製の主制御器・電動機が試験採用された。
電動機は片側の台車に2基を搭載し、もう片方の台車は付随台車とした。ただし、1928年（昭和3年）に台車重量を同じにすることでブレーキ力を均一にするため、1台車1電動機方式に改造した。歯車比は3.81と大きく採っている。1両当たり電動機は2基搭載のため、起動加速度は2.0km/h/s。以降基本的に1800形まで変わらない。
連結器は1001 - 1010までは柴田式並形自動連結器であったが、2台連結運転時に渡り線など小さい曲線の通過ができないことから、衝動抑止と電気や空気の連結もできるトムリンソン式密着連結器に変更された。1011 - 1021については当初からトムリンソン式密着連結器に変更され、以後銀座線ではこれが標準となった。

## 運用

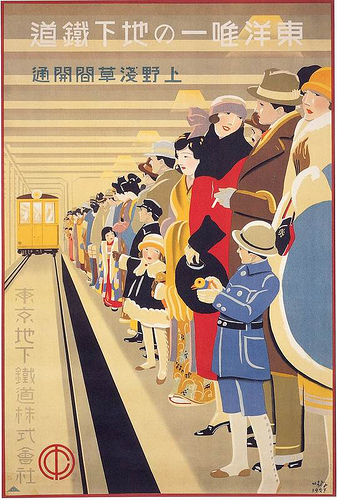
東京地下鉄道上野 - 浅草間開業時のポスター（杉浦非水作）に描かれた1000形電車。

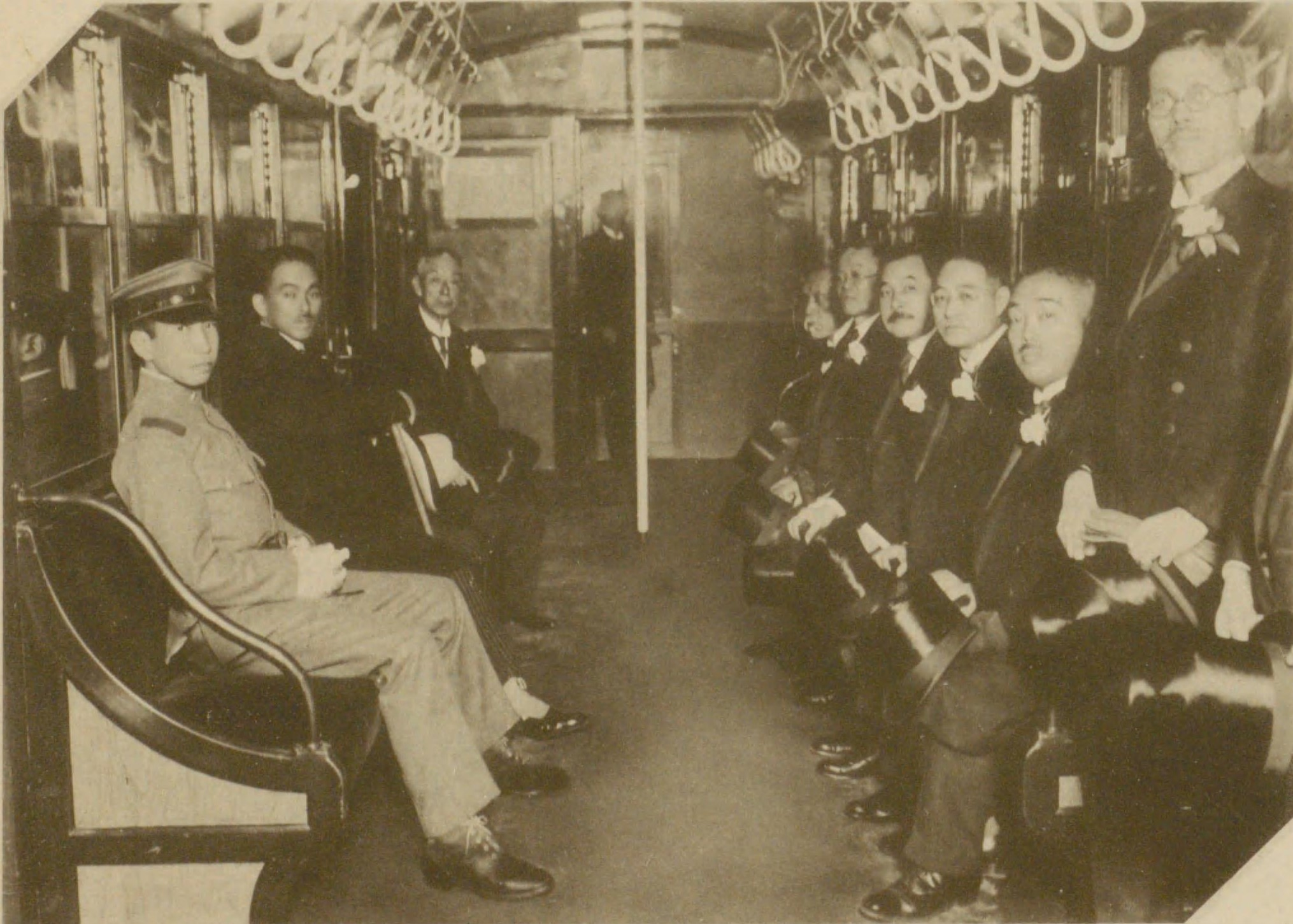
1927年12月29日の東京地下鉄道開通披露式の挙行前に1000形電車に試乗する朝香宮鳩彦王（左座席3人の中）と竹田宮恒徳王（左座席3人の前）

第二次世界大戦後1960年代まで、長らく銀座線の主力車として運用された。
目立った変化としては、まず1939年頃に安全畳垣が撤去された。さらに台車の内、NSK-D18形は1948年（昭和23年）に1100形と共通の軸ばね式台車である汽車製造3LH形（HA-18形）へ、KSK-3H形については1951年（昭和26年）以降に一体鋳鋼 ウイングばね式台車である汽車HW-18形へそれぞれ交換された（いずれも軸箱支持は 軸箱守方式）。この際、余剰となった旧台車は京浜急行電鉄・山陽電気鉄道・日立製作所などへ譲渡されている。
また、1955年の6連化実施に際してはブレーキの応答性能改善のため制動系への電磁給排弁と運転台のブレーキ弁への接点追加、制御線引き通しが実施され、ME（AMME）電磁自動空気ブレーキ搭載となった。
1968年に1500N形の竣工に伴い1100形、100形共々廃車が決定し、同年4月19日に1000形2両で1500N形1ユニットを挟んだ (1001+1501+1502+1002) ラストランが実施され、営業運転から退いた。
1969年2月20日から3月15日まで、運輸省（現・国土交通省）船舶技術研究所と自治省（現・総務省）消防研究所の協力のもと、中野工場において1002と1004を使用した燃焼実験が実施された。
また廃車当時、銀座線で車両冷房の導入が検討されており、1014と1018を使用して冷房試験が実施された。この2両は試験終了後、小石川検車区の入換車として使用されたが、1975年6月28日付で廃車され、形式消滅となった。

## 保存車

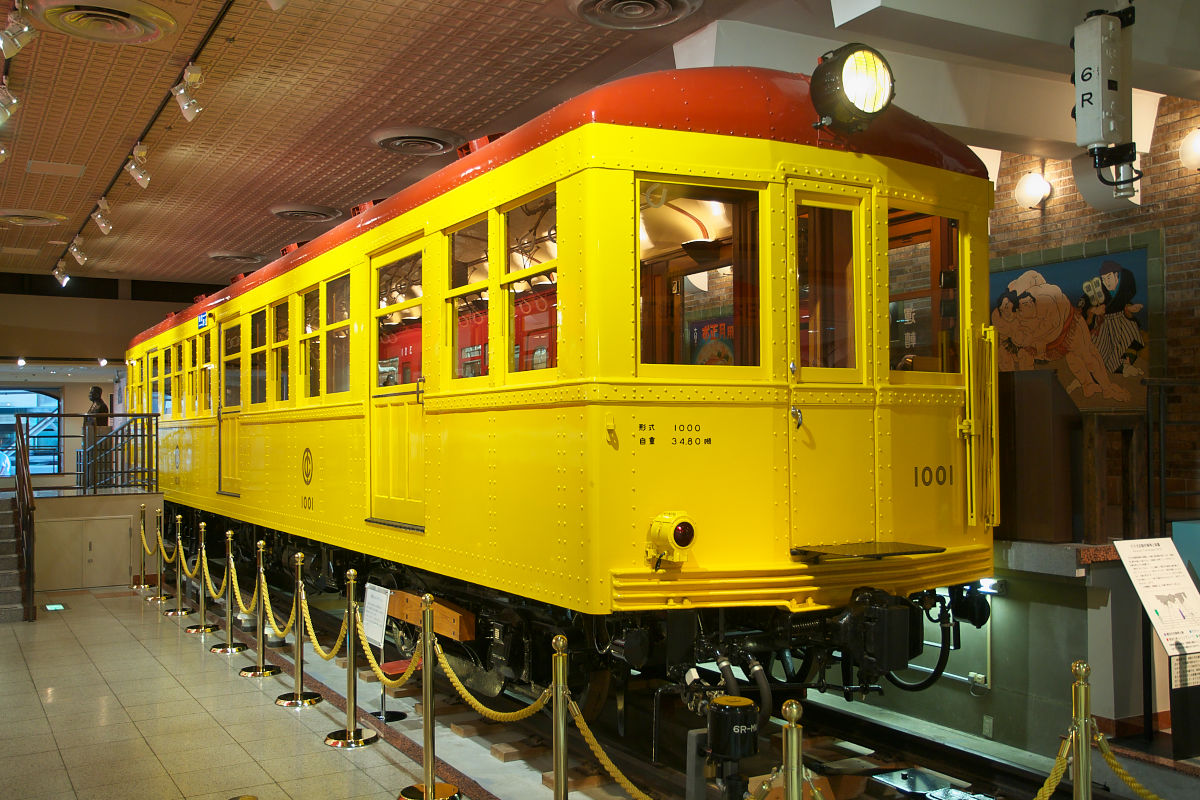
地下鉄博物館に復元保存されている1000形1編成

現在の東京地下鉄の電車の総合的な基礎はこの1000形にあると言える。
1000形は戦後になって台車換装が実施され、一部の旧台車は高松琴平電気鉄道や山陽電気鉄道などの標準軌間の私鉄各社に払い下げられた。また日立製作所に引き取られ、狭軌化、整備のうえ、伊予鉄道、十和田観光電鉄、備南電気鉄道へ売却された。
記念すべき第1号車である1001は廃車後、1970年（昭和45年）に千代田区神田須田町にあった交通博物館（2006年閉館）へ寄贈された。同館では開業時の姿への復元が進められたが、特に台車については調査の結果、旧台車の払い下げ先である山陽電鉄で250形最終編成 (256 - 257) に日本車輌製D-18がBW-3として使用されていることが判明し、1980年の同編成廃車後、同編成が装着していた台車1両分の寄贈を受けて換装を実施している。
その後、1986年に地下鉄開通60周年記念事業の一環で、東西線の葛西駅高架下に開館した地下鉄博物館に移転されて屋内保存されており、開業当時の上野駅をモチーフにして展示されている。そして2003年6月の同館リニューアルにより、1001の隣には丸ノ内線300形301も保存されるようになり、同時に従来は原則非公開だった車内も一般公開されるようになった。なお、地下鉄博物館への移転は貸与の形で行われたため、その後も車両の所有権は国鉄→東日本旅客鉄道（JR東日本）が有していたが、地下鉄博物館開館30周年を機に2016年12月5日付けで同館を運営する公益財団法人メトロ文化財団へ無償譲渡された。2017年の重要文化財指定後は保護の観点から再び車内非公開となったが、イベント時には公開されることもある。
1997年10月から12月にかけて、「地下鉄走って70年」記念イベントの一環として、01系第22編成の先頭車に1001の車体に似せたラッピングを施した記念列車が運転された。また、2007年12月から2008年1月にも80周年を記念して01系第17編成に1000形のラッピングがされた記念電車が運転されたが、こちらは6両全てにラッピングがされていた。
2012年4月11日より銀座線で営業運転を開始した1000系は、本形式をモチーフにしたレトロ調のデザインを採用しており、車体色については地下鉄博物館に保存されている1001を参考にしている。また、1000系の最終増備車である第39・40編成については、内装を含めより本形式に近いデザインを取り入れた特別仕様となっている。

## 1100形
東京地下鉄道が1931年から1932年にかけて万世橋（現: 廃止） - 京橋間を延伸した際に1000形の増備車として9両（車両番号：1122 - 1130）が製造された。すべて汽車製造東京支店製である。機器もGE社系のものを踏襲採用している。1000形との相違点は台車が鋳鋼製部品を組み合わせた軸ばね台車である汽車製造3LH形（HA-18形）に変更されたことと、溶接組立の導入によるリベットの数の減少程度である。ブレーキ装置は国産の三菱電機製の装置が使用された。
1000形と同様の経緯で営団地下鉄に引き継がれた。
1968年7月までに全車廃車された。その後、1122号は教材用として長らく丸ノ内線中野工場に上屋を作って保管されていたが、1985年（昭和60年）に解体された。

## その他
1977年12月に日本の地下鉄開通50周年を記念して郵政省が発行した記念切手には、当形式と神戸市交通局1000形が採用された。これは、当形式が日本初の地下鉄車両であり、神戸市交通局1000形が当時日本最新鋭の地下鉄車両であったためである。